# Knochensegmentnavigation
Mithilfe der Knochensegmentnavigation werden fehlstehende Knochen in einem computerassistierten chirurgischen Eingriff in die richtige Position geführt und mittels Osteosynthese befestigt. Die Knochensegmentnavigation wurde zuerst in der Mund-, Kiefer- und Gesichtschirurgie realisiert.
Knochensegmente können angeboren oder aufgrund eines Unfalles fehlstehen. Solche Fehlstellungen können im Mund-, Kiefer- und Gesichtsbereich Einfluss auf die Ästhetik und auf die Funktion der Organe haben; sind die knöchernen Begrenzungen der Augenhöhlenwände betroffen, dann kann es zum Doppelsehen kommen, ist das Kiefergelenk betroffen, dann kann es zu Störungen des Zahnreihenschlusses kommen, ist das gesamte Schädeldach im Sinne einer Kraniosynostose betroffen, kann ein erhöhter Hirndruck resultieren.

## Bedeutung der Operationsplanung und Simulation
Das Durchtrennen des Knochens und Wiederzusammenfügen in korrekter Position bezeichnet man als Umstellungsosteotomie. Damit der Knochen nach der Operation auch wirklich in der korrekten Position steht, wird solch eine Umstellungsosteotomie im Vorfeld der Operation geplant und simuliert.
Diese Simulation ist erforderlich, um Operationszeit zu sparen. Häufig werden Knochensegmente auch während der Operation gar nicht oder nur zu geringem Teil freigelegt und bleiben so von Muskeln, Fettgewebe und Haut bedeckt – eine Beurteilung, ob ein Knochensegment in der korrekten Position steht, ist intraoperativ so nur schwer oder unmöglich zu treffen – dieser Umstand unterstreicht die Notwendigkeit einer präoperativen Operationsplanung und Simulation an einem freigelegten Knochenmodell.

## Hilfsmittel zur Operationsplanung und Simulation
Umstellungsosteotomien im Rahmen der Dysgnathiechirurgie werden in der Regel anhand von Gipsmodellen der Kiefer in einem Artikulator geplant. Umstellungsosteotomien am nicht-zahntragenden knöchernen Schädel können an Stereolithographiemodellen geplant werden. Diese körperlichen Modelle müssen für die Operationssimulation zersägt und anschließend neu zusammengefügt werden.
Neu ist seit den 90er Jahren auch die Möglichkeit, Umstellungsosteotomien an einem Computer direkt am präoperativen CT- oder MRT-Bilddatensatz zu simulieren; das erspart die hohen Kosten für die Modellerstellung und die aufwendige Arbeit des Zersägens und Neuzusammensetzens der körperlichen Modelle. Das erste System, das solch eine Operationssimulation erlaubt, ist die Laboratory Unit for Computer Assisted Surgery (LUCAS), die seit 1998 an der Universität Regensburg mit Unterstützung von Carl Zeiss Oberkochen entwickelt wurde.

## Übertragung der Operationsplanung auf den Operationssitus
Der Nutzen einer Operationsplanung hängt davon ab, wie gut es gelingt, die Simulation einer Umstellungsosteotomie am Patienten zu reproduzieren. Überwiegend war für die Übertragung der Operationsplanung auf den Patienten das Augenmaß des Operateurs ausschlaggebend. Darüber hinaus wurden verschiedene Kopfrahmen entwickelt, an denen ein Knochensegmentversatz mit mechanischen Hilfsmitteln eingestellt wurde; solch einen Kopfrahmen musste der Patient dann allerdings bereits während der CT- oder MRT-Bildgebung tragen; erschwerend kam hinzu, dass der Kopfrahmen von der CT- oder MRT-Bildgebung über die Operationsplanung bis hin zum operativen Eingriff unverändert in Position bleiben musste – für den Patienten war das verhältnismäßig unkomfortabel, bei Kindern wegen der fehlenden Mitarbeit sogar ganz unmöglich.

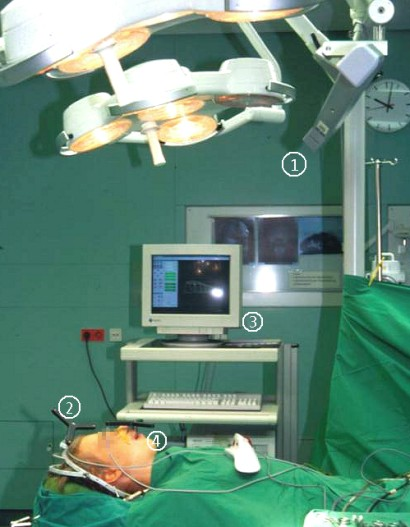
SSN im Operationssaal; 1=IR Empfänger, 2 und 4=IR Referenzrahmen, 3=SSN-Workstation

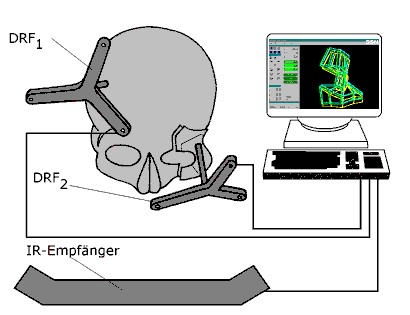
Prinzip der Knochensegmentnavigation; DRF1 und DRF2 = IR Referenzrahmen

## Surgical Segment Navigator
Das erste System, das eine Knochensegmentnavigation erlaubte, war der Surgical Segment Navigator (SSN), der seit 1997 an der Universität Regensburg mit Unterstützung von Carl Zeiss (Oberkochen) entwickelt wurde. Das System arbeitet kopfrahmenlos und besteht aus einer Infrarotkamera und Infrarotsendern, die direkt am Schädelknochen verankert werden. Mindestens drei Infrarotsender werden am Schädeldach befestigt, um Kopfbewegungen insgesamt zu erfassen. Mindestens drei weitere Infrarotsender werden mit dem Knochensegment verbunden, das im Rahmen einer Umstellungsosteotomie versetzt werden soll. Die räumliche Lage der Infrarotsender – und damit auch die des Knochensegments – wird von der Infrarotkamera vermessen, das Prinzip entspricht dem der Satellitennavigation. Die Workstation des Surgical Segment Navigator (SSN) visualisiert die Ausgangs- und Zielposition des zu versetzenden Knochensegments und kennzeichnet zusätzlich die aktuell gemessene Lage des gelösten, frei beweglichen Knochensegments. Das Knochensegment wird entsprechend der Operationssimulation navigiert, indem die Visualisierung der aktuell gemessenen Position mit der Visualisierung für die Zielposition in Deckung gebracht wird.

## Indikationen für die Knochensegmentnavigation
Die Knochensegmentnavigation wird eingesetzt zur Korrektur von Kieferfehlstellungen im Rahmen der Dysgnathiechirurgie, zur operativen Einstellung des Kiefergelenkköpfchens, zur Rekonstruktion des Mittelgesichts und der Augenhöhlenwände.